# What Is and What Should Never Be
Pistes de Led Zeppelin II
Whole Lotta Love
(1) The Lemon Song
(3)
What Is and What Should Never Be est une chanson du groupe de rock britannique Led Zeppelin qui figure sur leur deuxième album, Led Zeppelin II, sorti en 1969.